# Olenoides
Olenoides is een geslacht van uitgestorven trilobieten uit het Cambrium. De fossielen zijn goed bewaard gebleven in de Burgess Shale in Canada. Olenoides volgde de basisstructuur van alle trilobieten - een cephalon (hoofdschild), een thorax met zeven verbonden delen en ten slotte een halfrond pygidium. De antennes waren lang en gebogen langs de zijkanten. Zijn dunne poten laten zien dat het geen zwemmer was, maar in plaats daarvan over de zeebodem kroop op zoek naar prooi. Dit blijkt ook uit gevonden fossiele sporen. Opvallende W-vormige wonden, vaak gedeeltelijk genezen, op Olenoides-exemplaren kunnen te wijten zijn aan predatie door Anomalocaris. De belangrijkste kenmerken zijn een grote, parallelzijdige glabella, diepe interpleurale voren op de pygidium en slanke pygidiale stekels, evenals het feit dat het de meest voorkomende ledemaatdragende trilobietsoort is in de Burgess Shale. 

## Kenmerken
Olenoides is een trilobiet van gemiddelde grootte (tot negen centimeter lang), breed ovaal in omtrek. Het hoofdscherm (of cephalon) is halfrond. Het centrale verhoogde deel van het cephalon (ofwel de glabella) is parallelzijdig, afgerond aan de voorzijde en bereikt bijna de voorste rand. Dunne oogranden slingeren terug van de voorkant van de glabella naar de kleine, naar buiten gebogen ogen. De vrije wangen (of librigenae) versmallen naar achteren in rechte, slanke genale stekels die zo ver terug reiken als het derde thoraxsegment. Het scharnierende middelste deel van het skelet (of thorax) bestaat uit zeven segmenten die eindigen in naaldachtige stekels. Het halfcirkelvormige staartstuk (of pygidium) heeft zes axiale ringen die naar achteren kleiner worden en vier of vijf paar naar achteren wijzende marginale stekels. Het cephalon, de thorax en het pygidium zijn ongeveer even lang. 
Olenoides serratus is een van de ongeveer twintig soorten waarvan de niet-gecalcificeerde delen bekend zijn vanwege het behoud van zacht weefsel. De antennes zijn het voorste paar aanhangsels in trilobieten. Bij O. serratus zijn deze ongeveer halverwege de direct aangrenzende hypostoom bevestigd en verschijnen ze vanaf de dorsale zijde onder het cephalon voor de zijkant van de glabella. Ze lijken flexibel te zijn, hebben een buisvormige vorm die smaller wordt bij het naderen van hun uiteinden en bestaan uit veertig tot vijftig segmenten die elk korter dan breed zijn. Olenellus serratus is de enige bekende trilobiet met cerci, eenzijdige aanhangsels aan de ventrale zijde van het laatste pygidiale segment, en deze hebben de vorm van antennes.

## Vindplaatsen
Er zijn exemplaren gevonden in het Marjumian van de Verenigde Staten (Utah en New York). Algemene Cambrische fossielen zijn gevonden in Canada (Brits Columbia en Newfoundland), Groenland, Kazachstan, Rusland en de Verenigde Staten (Idaho, Nevada waarnaar O. nevadensis wordt genoemd, New York, Pennsylvania waarnaar O. pennsylvanicus is genoemd, Virginia, Utah en Wyoming). Dertien exemplaren van Olenoides zijn bekend uit de Greater Phyllopod-bedding, waar ze 0,4 procent van de gemeenschap uitmaken. Dankzij de conserverende eigenschappen van de Burgess Shale is Olenoides een van de bekendste trilobieten geworden.

## Synoniemen
Olenoides heette vroeger Neolenus. Kootenia wordt soms beschouwd als een jonger synoniem omdat het belangrijkste morfologische verschil tussen de twee geslachten het gebrek was van Kootenia aan de sterke interpleurale voren van Olenoides op de pygidium, waarvan nu wordt aangenomen dat het variabel is.

### Soorten
- O. nevadensis
- O. sassikaspa
- O. serratus
- O. buttsi (niet erkend)
- O. convexus (niet erkend)
- O. incertus (niet erkend)
- O. pennsylvanicus (niet erkend)